# I lupi nei muri
(Neil Gaiman)
I lupi nei muri (The Wolves in the Walls), è un romanzo grafico scritto da Neil Gaiman e illustrato da Dave McKean, pubblicato nel 2003.

## Storia editoriale
La storia è stata ispirata a Gaiman dalla figlia Maddy quando, all'età di quattro anni, dopo essersi svegliata bruscamente a causa di un incubo, rivelò al padre che nei muri c'erano dei lupi che uscivano fuori e giravano per casa. Neil cercò di tranquillizzare la piccola dicendo che si trattava solo di un sogno ma lei, sempre più convinta, gli mostrò il punto esatto da cui i lupi uscivano.

## Trama
La storia narra di Lucy, una ragazzina che sospetta che nei muri della casa, in cui vive con la madre, il padre ed il fratello, si nascondano dei lupi pronti ad uscire e ad invadere la loro dimora. Lucy mette a parte dei suoi sospetti i familiari che tuttavia non le danno ascolto fino a quando i lupi usciranno veramente dai muri, costringendoli a fuggire impauriti. Sarà Lucy stessa, la più coraggiosa del gruppo, a ribaltare la situazione. Per salvare il suo maialino di pezza, rimasto prigioniero in casa, la ragazzina si introduce nell'appartamento e attacca il branco terrorizzando gli animali e mettendoli in fuga. Tutto sembra tornato alla normalità quando Lucy scopre che, nascosti tra i muri, degli elefanti si stanno preparando a invadere la casa.

## Critica
Lo smarrimento di una bambina all'interno della propria famiglia, il senso di abbandono della piccola protagonista tra gli adulti impegnati in altro e con poco tempo per gli altri, sono i temi intorno a cui ruota la storia che vede Lucy, costretta ad affrontare e risolvere con coraggio e determinazione problemi e situazioni che persino gli adulti non riescono a fronteggiare.
Seppure la storia si rivolga principalmente a bambini, lo stile grafico, l'atmosfera dark e lo stile di scrittura mira ad un pubblico di età maggiore. Le tecniche grafiche che McKean impiega per illustrare la storia mutano e si adattano alle atmosfere delle vicende raccontate: china nera e tratti abbozzati per descrivere i selvaggi lupi, toni caldi ma ritratti grotteschi per raffigurare i membri della famiglia, toni blu e disegni irreali per rappresentare l'oscuro mondo notturno all'esterno. Le tecniche grafiche utilizzate e combinate tra loro spaziano dalla fotografia alla china dalla pittura tradizionale alla computer grafica.

## Opere derivate
Nel 2007 ne è stata prodotta una riduzione teatrale a cura del National Theatre of Scotland. Nuovamente nel 2021 il Teatro del Buratto di Milano, in coproduzione con il Teatro stabile di innovazione del Friuli Venezia Giulia, ha curato la messa in scena del testo in una versione d'animazione dal titolo Rumori Nascosti.

## Edizioni
- (EN) Neil Gaiman, The Wolves in the Walls, disegni di Dave McKean, 1ª ed., HarperCollins, 2003, ISBN 0-380-97827-X.
- Neil Gaiman, I lupi nei muri, disegni di Dave McKean, Milano, Arnoldo Mondadori Editore, 2003, ISBN 88-04-52288-7.